# Afrotis
Afrotis is een geslacht van vogels uit de familie trappen (Otididae).

## Soorten
Het geslacht kent de volgende soorten:
- Afrotis afra – Zwarte trap
- Afrotis afraoides – Botswanatrap